# 大韓航空007號班機空難
大韓航空007號班機（KAL007，KE007）遭擊落事件發生於當地時間1983年9月1日清晨（UTC時間為8月31日傍晚）。当日，大韓航空007號班機由美國阿拉斯加的安克拉治起飞，前往韓國汉城（現譯首爾）。但007号班机自安克拉治起飞后沒有遵守標準導航程序，偏离了航线，经过位于阿拉斯加、白令海以及西太平洋的多个导航点时航管均未作出警告，机长也在偏离导航点数百公里的情况下，多次向航管通报自己正常通过导航点，随即两次分别進入蘇聯位于堪察加半岛和库页岛的領空，遭蘇聯国土防空軍Su-15拦截機升空拦截。由于事發時間未日出，苏方误判其为RC-135侦察机，並最终于库页岛苏联领空内向007号班机发射两枚空對空导弹，命中一枚，此时007号班机偏离原定航线达600余公里。13分钟后，007号班机坠毁於庫頁島西南方的公海，機上所有乘客與機組員死亡。因為機上載有含美國在內多達16個國家和地區的公民，此事引發外交反彈。

## 班機資料
班機機型波音747-230B，機身註冊編號HL7442，是波音公司製造的第186架747，1972年3月出廠並交付德國神鷹航空，當時編號D-ABYH，1979年2月轉予大韓航空，使用普惠JT9D-7A引擎。事發班機的機組人員為機長千炳寅、副機長孫東輝、飛航工程師金義東。1983年8月31日，從美國紐約甘迺迪國際機場起飛，中停阿拉斯加州安克拉治加油，預計在9月1日韓國時間06:00（即UTC21:00）降落在韓國漢城的金浦國際機場。
機上載有240名乘客以及29名機組人員，包括韓國旅客72人、美國旅客61人、中华民国（台灣）旅客24人、日本旅客22人、香港旅客9人、其他國家旅客51人。美國眾議員拉里·麥唐諾（Lawrence Patton McDonald）也搭乘這架班機預定前往漢城（今首爾）參加美韓共同防禦條約簽訂30週年紀念儀式。

## 事件經過

美國中央情報局公佈的資料顯示班機預定航線（虛線）與實際航線（實線）

以下時間均為国际标准时间（UTC）和UTC+9（東京／漢城当地时间）并列。

### 8月31日
- UTC 0405，13:05 KAL007從紐約的甘迺迪機場起飛。
- UTC 1130，20:30 班機抵達阿拉斯加州安克拉治中停加油。
- UTC 1220，21:20 為班機預定的出發時間，照理應可在韓國漢城金浦機場開場（當地06:00）前到達目的地。
- UTC 1250，21:50 班機晚了30分鐘才出發準備起飛。
- UTC 1300，22:00 班機正式起飛。
- UTC 1302，22:02 班機爬升後往方位角245°飛行，即Bethel中途導航點的方向。
- UTC 1327，22:27 班機偏離預定航道J501以北11公里，航管並沒有發出警告。
- UTC 1349，22:49 班機偏離預定航道以北22公里，進入阿拉斯加美國空軍「King Salmon」雷達站的監控範圍。但因雷達站沒有管制權，因此並沒有發出警告。

### 9月1日
- UTC 1551，00:51 蘇聯防空雷達確認飛機在堪察加半島東北飛行，當時判定為當晚剛好在當地執行間諜任務的美軍RC-135型電子偵察機。
- UTC 1630，01:30 KAL007進入蘇聯領空，蘇聯国土防空軍戰機升空試圖攔截。
- UTC 1728，02:28 KAL007通過堪察加半島，從蘇聯雷達上消失。
- UTC 1736，02:36 KAL007接近蘇聯庫頁島，国土防空軍進入警戒狀態。
- UTC 1805，03:05 KAL007與後面晚2分鐘起飛的KAL015班機[註 2]通話。兩機在報告風向時，發現不一致。
- UTC 1808，03:08 蘇聯国土防空軍第11防空集团军（机关驻哈巴罗夫斯克市）下属第40歼击机师（驻庫頁島与北方四岛）的Su-15戰鬥機发现KAL007，但因為天色昏暗，無法認出機型。
- UTC 1820，03:20 日本東京飛航情報區的區管中心准許了KAL007的高度變更請求，KAL007因節省燃料所以拉高了飛行高度。
- UTC 1821，03:21 蘇聯国土防空軍的戰鬥機實施威嚇射擊，因沒有裝備曳光彈，所以只發射了穿甲彈，客機沒有作出任何反應。
- UTC 1823，03:23 KAL007拉高飛行高度到達35,000呎，速度變慢，蘇聯戰機被迫改變高度以免兩機相撞，很短時間內就越過KAL007，蘇聯飛行員將此解釋為戰爭行為，认为敵機打算逃脫或干擾他飛行，並立即通知上司情況並要求射擊。
- UTC 1823，03:23 飛機即將飛出蘇聯領空，攻擊命令被下達。
- UTC 1825，03:25 苏联战机發射紅外線導引及雷達導引式飛彈各一枚，30秒後紅外線導引飛彈命中KAL007的尾翼，造成液壓及電力系統受損（據ICAO調查報告推測），機身上升一下後開始下降。
- UTC 1826，03:26 KAL007向日本東京區管中心報告急速失控減壓，請求降低高度到10,000呎。
- UTC 1827，03:27 飛行記錄器（黑盒）的記錄到此為止，KAL007繼續往下墜。
- UTC 1828，03:38 蘇聯以及日本北海道稚內的雷達上的KAL007消失，日本漁船「第五十八千鳥丸」在海馬島北18.5浬聽到飛機爆炸及目擊到海上爆炸。

### 路線
KAL007原定是用R20航線，但最終飛離航線。
沿R20航线需通过位于美國阿拉斯加、白令海、西太平洋的九个导航点（Waypoint）。导航点均设有无线电信标供飞行器定位。沿途还有数个雷达站，可直接监视飞行器飞行路线。在一般情况下，经过导航点时有2海里（3.7）内的偏差属正常，但KAL007却悉数飞离。机长在大幅偏离R20航线而无法与通讯中继站进行VHF联络后，仍数次请隨后的KAL015航班代为向地面转达已通过导航点的信息。
| 航線 R20 中間點 | 經緯度                                          | 航空交通管制(ATC) | KAL007 偏差                  |
| --------------- | ----------------------------------------------- | ----------------- | ---------------------------- |
| CAIRN MOUNTAIN  | 61°09′33″N 155°19′41″W / 61.1592°N 155.328°W    | 安克拉治          | 5.6英里（9.0）               |
| BETHEL          | 60°47′32″N 161°45′21″W / 60.79222°N 161.75583°W | 安克拉治          | 12.6海里（23.3）             |
| NABIE           | 59°18.0′N 171°45.4′W / 59.3000°N 171.7567°W     | 安克拉治          | 60海里（110）                |
| NUKKS           | 57°15′N 179°44.3′E / 57.250°N 179.7383°E        | 安克拉治          | 100海里（190）               |
| NEEVA           | 54°40.7′N 172°11.8′E / 54.6783°N 172.1967°E     | 安克拉治          | 160海里（300）               |
| NINNO           | 52°21.5′N 165°22.8′E / 52.3583°N 165.3800°E     | 安克拉治          |                              |
| NIPPI           | 49°41.9′N 159°19.3′E / 49.6983°N 159.3217°E     | 安克拉治／東京    | 180英里（290）               |
| NYTIM           | 46°11.9′N 153°00.5′E / 46.1983°N 153.0083°E     | 東京              | 距離被攻擊地點500海里（930） |
| NOKKA           | 42°23.3′N 147°28.8′E / 42.3883°N 147.4800°E     | 東京              | 距離被攻擊地點350海里（650） |
| NOHO            | 40°25.0′N 145°00.0′E / 40.4167°N 145.0000°E     | 東京              | 距離被攻擊地點390海里（720） |

按照正常的程序，飛行人員在飞行的过程中，仍要多次核對实际所处的位置，也會為导航设备的初始设定作人手修正，以及解決飞行途中所发生的临时故障。而KAL007在起飞后至被攻击期間之5小时40分钟卻如同盲飞一般。
- UTC 1300，紀錄片《空中浩劫》指出，KAL 007起飞后未能及时将磁航向导航调整为惯性导航，导致航线偏北。
- UTC 1328，起飞28分钟后，位于Kenai的民用雷达跟踪到KAL007偏离航线超过6英里(9.5公里)。正常情况下，KAL007应飞越它的第一个导航点NDB CRN。当晚雷达站值班员未按照要求记录KAL007和随它之后起飞并使用同一航线的KAL015位置，也未提醒KAL007偏航。
- KAL007没有用机载ADF检查自己相对CRN的方向。[原創研究？]
- UTC 1349，位于King Salmon的军用雷达跟踪到KAL007在BET偏北超过22公里，但是没有通知航班或者空管部门。
- UTC 1350，KAL007报告到达BET导航点。KAL使用的NOPAC飞行手册要求在此利用BET的VOR校验INS精度。KAL007并未执行，而是直接向安克雷奇空管报告到达BET。
- UTC 1430，KAL007预定到达导航点NABIE。
- UTC 1432，安克雷奇空管呼叫KAL007未果。此时KAL007偏离航线太遠，无法使用VHF与安克雷奇联系。此事并未引起机组人員和航管懷疑。
- UTC 1435，15分钟后起飞的KAL015使用VHF向安克雷奇转达KAL007已于UTC 1432到达NABIE。沒有任何一方对此提出疑问。
- UTC 1444，KAL007使用HF频率联系安克雷奇空管报告自己将延误4分钟到达下一个导航点NEEVA。但并未追究为什么无法使用VHF。同时KAL007的位置报告有矛盾之处，NABIE与NEEVA间距约500海哩，波音747无法在15分钟内抵达。
- 导航点NABIE和NEEVA的中点上，KAL007进入了民航機禁入的北美防空缓冲区，但是无人理睬KAL007。
- NOPAC航线要求美国的航空公司飞机上的气象雷达必须具有昼夜地图绘制功能，该功能在起飞时必须運作正常。机组人員在飞行中必须持续使用雷达监控飞行进度。KAL007要么没有这方面的要求，要么没有执行，否则会提前发现堪察加半岛的海岸线。KAL有没有同样要求还没看到证据。[來源請求]
- UTC 1600，KAL015用VHF向安克雷奇转述KAL007所报告的当前位置。同样未引起任何疑问。
- 美国空军位于阿拉斯加州Cape Newenham和CapeRomanzoff的雷达站负责跟踪所有向苏联防空缓冲区方向飞行的航空器，负责用紧急频率警告偏离航线的飞行器，并且负责向相应航管部门发出警报。这两个雷达站当晚未作出任何警告。
- UTC 1804，KAL015询问KAL007是否在自己前方3分钟航程。KAL015在KAL007之后15分钟起飞，之前双方对话中没有提到各自位置。为什么KAL015会认为KAL007在前方三分钟？原因未知。[原創研究？]
- UTC 1808，KAL015表示自己顺风，飞行速度较快，打算爬升到FL370，超过KAL007。并且询问KAL007能不能爬到FL350。－为什么KAL015要问KAL007能不能爬升到FL350?原因未知。[原創研究？]这次爬升并不是KAL007计划当中的。随后，KAL015向东京空管请求从FL350爬升到FL370。
- UTC 1812，位于日本北海道稚内的军用雷达发现KAL007，但没有提醒KAL007偏航。
- UTC 1815，KAL007向东京空管请求从FL330爬升到FL350。
- 《空中浩劫》指出，苏军截击过程的空中对话被美日实时截获，但美日方面没有做出任何反应。

## 飞行前段阿拉斯加民航空管的反应
UTC 1328，起飞28分钟后，位于Kenai的民用雷达跟踪到KAL007偏离航线超过6英里(9.5公里)。正常情况下，KAL007应飞越它的第一个导航点NDB CRN。安克雷奇空管于事发当天声称位于KAL 007航线沿线的航管雷达均未探测到KAL 007偏航，KAL 007在阿拉斯加上空的飞行一切正常；后改为当晚雷达站值班员未按照要求记录KAL007和随它之后起飞并使用同一航线的KAL015位置，也未提醒KAL007偏航。
在《空中浩劫》中称，位于阿拉斯加的民用空管雷达均位于R20航線以南，所以除了最初的2部雷达探测到KAL 007偏航却未作反应外，以后因KAL 007的实际位置过于偏北，位于其后沿途空管雷达的探测距离之外，因此随后的空管雷达均未能探测到KAL 007偏离了R20 航线，所以未作反应。而空管雷达的职责不仅是监视民航是否飞到预定区域外，更应检验民航是否在应在的航线上。空管雷达在未探测到KAL 007的情况下，更应对确定KAL 007的实际位置做出反应。

## 飞行中段苏联国土防空军的应对措施
除了KAL007飞越苏联领空的时间段，苏方当夜自监视在此区域飞行的RC135至确定KAL 007被攻击后的踪迹，忙了一晚。此空域此前未曾有任何民航飞机飞过，而RC135却经常出现在此区域。

## 飞行末段苏联击落前的决定
苏联国土防空军在007号进入苏联领空又离开的一个小时中一直监视着它，当它再次进入苏联领空时认定它是军事飞机，但地面指挥仍要求飞行员接近目视确认。三架从Dolinsk-Sokol起飞的苏-15和一架从Smirnykh起飞的MiG-23成功地目视确认了这架飞机。但因为黑夜，没有任何一架战机确定了目标类型。对当夜苏联众多当事人员的行为，有数小时的苏方交流记录和日美对空中的无线电监听记录（未录到地面指挥对战机的无线通话）。其中主要苏方当事者为地面指挥官安纳托利·米哈伊洛维奇·科尼科夫少将，和苏-15飞行员格纳季·奥西波维奇中校。
1991年接受采访时，最后接近并击落007的苏-15飞行员奥西波维奇中校——“一个坚定的共产党员”，讲述了当时的情形。他单机从KAL 007前方接近，找到KAL 007后调转机头，在KAL 007右后方约100°距离1-2公里处与之并行。和苏联当时官方说法不同的是他说他告知地面控制中心007号“有闪动的灯光”。他又说「我看到了两排舷窗，猜测那是一架民用机；但并未直接看见机内的乘客和驾驶员。因KAL 007正在夜航，机内灯光昏暗，客舱大部分舷窗被关闭。这对我无所谓，要知道把民用机改装为军事用途是很容易的……」他也没有向地面描述飞机的细节「我没告诉地面人员那是一架波音（RC135亦为波音机体），他们也没有问我。」
地面指挥科尼科夫少将在此前一直未得到任何飞行员确认目标性质，曾询问了目标有几条发动机尾迹细节，试图间接推测目标类型，并警告飞行员不要从目标尾部接近，因目标若为大型军用机，则可能装有尾部自卫机炮。科尼科夫在引导奥西波维奇跟踪KAL 007后，又询问对方是否打开了航行闪灯，奥西波维奇回答“是，（对方）飞行闪灯正在工作”。地面指挥希望迫降此机，要求奥西波维奇空射炮击警告，奥西波维奇驾机靠近KAL 007正右方至距离约150米至200米，后来在1991年回忆：
|  | 我发射了四次，打了超过两百发炮弹，看在上帝的份上，我装的全是穿甲弹，不是能燃烧的曳光弹。我怀疑有没有人能在夜里看见它们……我没看见弹头，但他们可以看见机炮口的火焰，在那黑夜中，谁都能看见……我很想迫降它，非常想，你以為我想殺他嗎？我還想和他喝一杯呢！」 |

（SU15原本未设计搭载机炮，后在机腹挂载2个机炮荚舱，每舱各装一门双管23mm GSH-23，各备弹250发。飞行员面前仪表板上的炮弹计数器与其中一个机炮荚舱连接，另一荚舱设置为从动，所以实际弹量为计数器显示的二倍。奥西波维奇进行了4次每次约1秒的点射，机炮炮弹已近用光）。

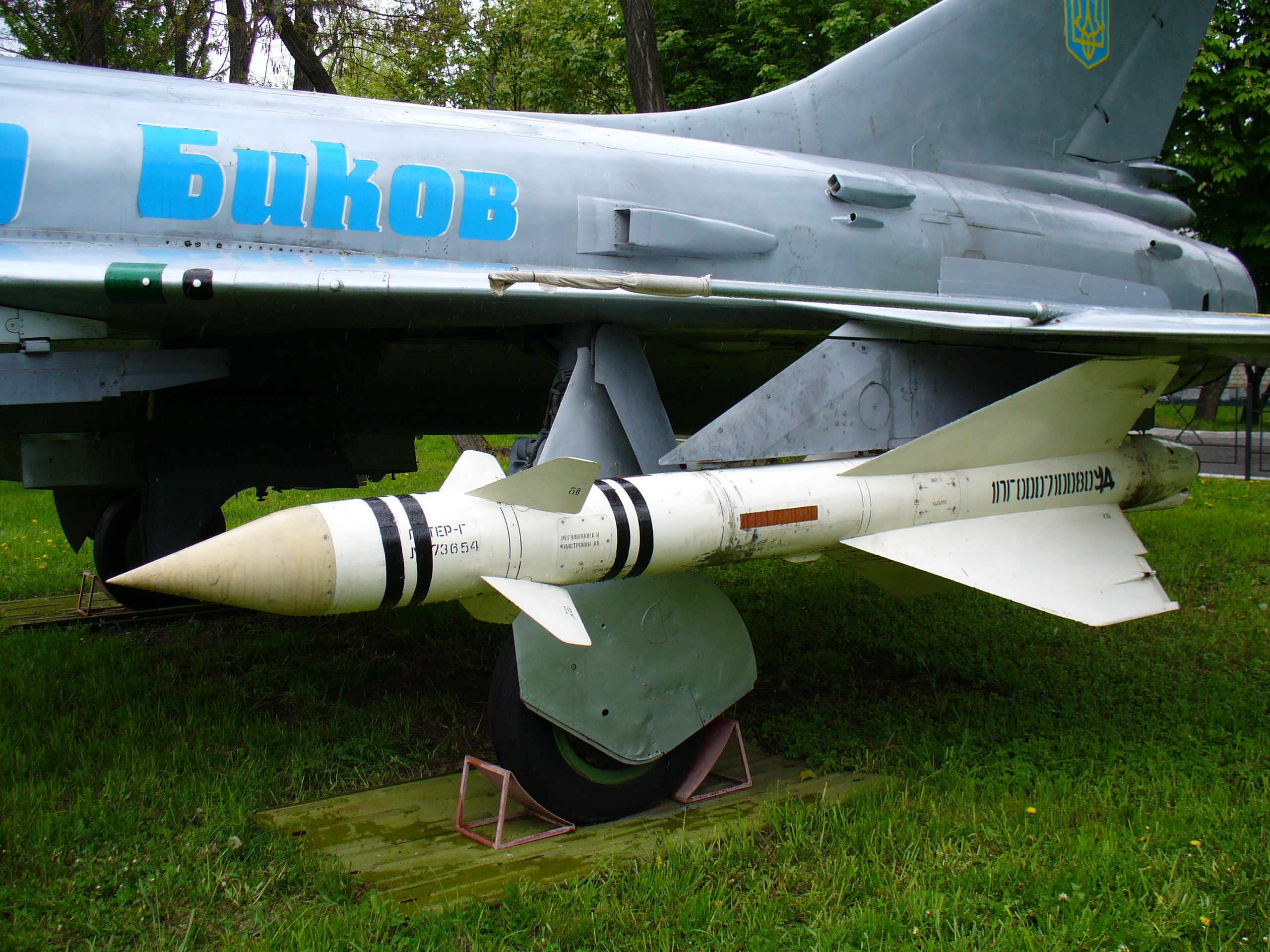
用于击落该航班的K-8空对空导弹挂载在Su-15上

此间KAL 007正从飞行层330爬升到350并下降速度，以及他自己发射导弹前的动作时奥西波维奇说:
|    | 他们很快降低了速度，正在以400 km/h（249 mph）飞行。我的速度则高于它，我没法飞得更慢了，在我看来入侵机的意图很明显，如果我不想失速我就会超过他们，这件事正在发生。我们正在飞过萨哈林岛，现在时间很紧迫，目标正要逃走了……根据日美监听的录音记录，奥西波维奇向地面报告：目标正在减速；我正在它旁边；我已经飞到目标前方（奥西波维奇认为此时KAL 007应能看见他的航行灯）；我必须加速（调头）……这时地面上下了命令“摧毁目标”，说说当然很容易，但是怎么办？用机炮吗？我发射了243发穿甲弹了。撞击它吗？我可不愿去体会那个滋味，不到万不得已不能撞击。正好这时我完成了一个转圈来到了它的上方，这时我有了个主意。我拉到它后面两千米处……打开导弹猛地拉起机头，成功了！我的导弹锁定了。 |
| —— | |

|    | 我们击落它是合法的……之后我们开始就各种各样的细节撒谎：说这架飞机没有开灯光也没开航行灯地飞行，说我们发射了曳光弹（21世纪时奥西波维奇在《空中浩劫》中又说他飞到客机前面打开了自己的航行灯向客机示意闯入了苏联领空，又说他发射的是機槍，和先前的证词相矛盾），又说我们试图过在121.5M赫兹的紧急频道上向它溝通。 |
| —— | |

## 调查

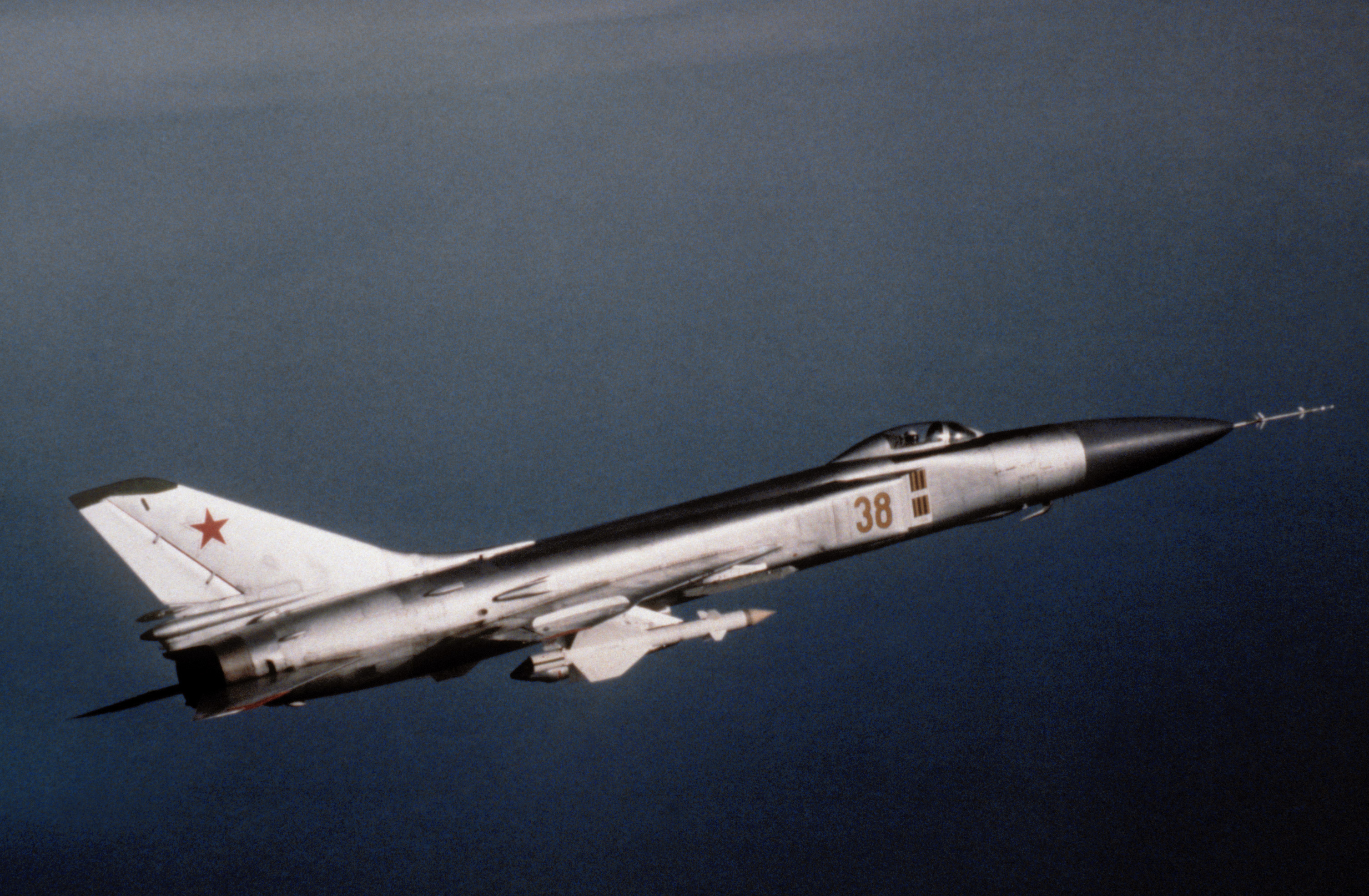
Su-15攔截機

当班执飞KAL007的机长为千炳寅，45岁。在大韓民國空軍服役10年，1972年退役进入大韩航空。总飞行时间10,625小时。曾三次被选为前總統全斗焕出访专机後備驾驶员，在出事之前被选中为16名韩国政府高官出访缅甸专机的驾驶员。在KAL007的预定航线NOPAC R20上飞行过27次。千炳寅此前从未出过任何事故。他的遗孀说他“做事条理分明”，“任何东西都必须放在应该的位置上”。飞行员同事对他的评价是“是我认识的最细心的人”。
这条航线上的导航点有九个：BET（Bethel）、NABIE、NEEVA、NIPPI、NOKKA、NOHO、IFH （Inkfish）、MXT（Matsushima）、GTC（Niigata）。
起飞前，安克雷奇VOR已经坏了一周，无法在离场时提供导航信息。这种情况下，通常飞行员会更重视使用航线上的无线电导航点来校验自身位置。
KAL-007號班機失事後，由於蘇聯方面的不配合，調查人員無法找到飛機的飛行紀錄儀。1983年底，聯合國的一個獨立調查小組根據已有的證據進行調查，提出飛機嚴重偏離航向的原因可能是在阿拉斯加州安克拉治起飛時副機長錯誤輸入坐標導致飛機偏航；另外一個可能原因是飛機起飛後機長忘記將HDG（磁航向）模式更改為INS模式（慣性導航系統），但這是標準的飛行程序，經驗豐富的機長理應不會出現如此低級的失誤，所以調查人員認為出現第二種原因的可能性比較小。
蘇聯當年隱瞞找到了航班的飛行記錄器（飛行資料記錄器和駕駛艙通話記錄器）。蘇聯解體後，俄羅斯才公開承認，並於1992年將其歸還給韓國。國際民航組織經過新一輪的獨立調查後在1993年提出最終報告。調查小組發現，航班在安克拉治起飛後一直到被擊落，一直用自動駕駛的HDG（磁航向）模式來導航，也就是說客機在起飛後機長並沒有執行標準飛行模式，將磁航向模式改為慣性導航模式，這是導致航班偏航進入蘇聯領空的原因。
KAL007號航班機長的大意，加上蘇聯戰鬥機駕駛員對形勢的錯誤判斷，还有整条航线上航管的失职，直接導致空難的發生。一系列失误按照因果关系，首先为机员，其次为航管，然后是苏联国土防空军。

### 机长千炳寅纪录
国际民航组织ICAO在后来的调查中发现机长千炳寅于安克雷奇留下了一份飞行计划的拷贝，其上打印了各导航点的名称、位置等信息；千炳寅在页面上手写加注了“ETP 1501 NM 3 HR 22 MIN”，以及在NEEVA下方以箭头标注写下“250 NM”缩略语。
而根据纽约时报据安克雷奇空管当即提供的信息，于9月2日周五的头版刊登的，后被证明错误的KAL 007航迹图，KAL 007于导航点NEEVA和NIPPI间，在飞过NEEVA后约250海里处右转偏航。并于“UTC 1300，22:00 班機正式起飛”后的3个半小时即“UTC 1630，01:30 KAL007進入蘇聯領空”。

### 美国纪录
KAL 007被击落后，安克雷奇航空交通管制先是称其当晚按规定监视并记录了KAL 007飞离阿拉斯加前的飞行，一切正常。KAL 007是在飞行中段，靠近勘察加半岛前右转偏航，并进入苏联领空。原因是导航设备可能受到苏联的干扰或诱导。纽约时报据此于9月2日周五的头版刊登了一幅根据现有材料被认定属于误导的KAL 007航迹图。
9月1日当天，安克雷奇航空交通管制（ATC）的报告，和CIA对苏联空中对话的分析报告均被提交白宫。时任美国总统罗纳德·里根于9月5日发表了一篇16分钟的，措辞考究的电视直播讲话。
讲话中对于KAL 007的偏航有："The 747 is equipped with the most modern computerized navigation facilities, but a computer must respond to input provided by human hands. No one will ever know whether a mistake was made in giving the computer the course or whether there was a malfunction. Whichever, the 747 was flying a course further to the west than it was supposed to fly -- a course which took it into Soviet airspace......这架747装备了最先进的计算机导航系统，但计算机只能响应正确的人工操作，没人知道"No one will ever know"是输入航线错误或（设备）失灵......"
讲话中对苏联国土防空军的反应有："Let me point out something here having to do with his close up view of the airliner on what we know was a clear night with a half moon. The 747 has a unique and distinctive silhouette, unlike any other plane in the world. There is no way a pilot could mistake this for anything other than a civilian airliner......请让我指出苏方在众所周知的晴朗半弦月靠近航班时应有的反应，波音747有独特的外形，与世界上其它机种大不相同，飞行员不可能“no way”误将其与其它非民用机种混淆......"
雷根總統在讲话中严谨地表明可能是人工输入错误或设备失灵。既未采纳安克雷奇航空交通管制当时所宣称，可能是在接近勘察加半岛时受干扰而偏航；而后亦未指出克雷奇航空交通管制的报告有误，KAL 007于阿拉斯加上空即偏航。没有当事人因此受到调查，追究其刑事责任。

### 苏联纪录
1992年俄国总统叶利钦公布了事件后几周内的五项苏联最高机密备忘录。其中包括了克格勃主席切布里克夫和国防部长乌斯季诺夫的通讯，表明他们已经知道007号的残骸位置，目前进行的搜救是做做样子，让美国海军分心。他们在事件50天后的10月20日得到了黑匣子，并决定将此事件保密， 因为黑匣子纪录的座舱通话与苏联坚称的这是一次精心策划的间谍飞行行动说法相矛盾。
|                                            | 我们的舰只正在日本海进行模拟搜救以误导美国和日本。等到我们具体的计划一完成就会停止这些活动…… 而如果飞行纪录仪被转交给西方，将其中的数据进行分析，就会得出与（我们说的）飞行性质相反的结论其结果必然又是一场歇斯底里的反苏风潮。 考虑到这些事，不将纪录仪转交给国际民用航空组织(ICAO)或任何有能力解读的第三方团体是很有必要的，苏联拥有这一仪器的事实必须保密…… 只要美国和日本一天对纪录仪的事一无所知，我们就必须采取措施不泄漏消息。 等待你的批准。 |
| ——D. 乌斯季诺夫，V. 切布里克夫，1983年12月 | |

第三份备忘录表明了苏-15截击机飞行员没有尝试与KAL007进行无线电联系，截击机也没有发射警告的曳光弹。
|    | 如果西方得到了飞行纪录仪，其数据可用于：证明截击机没有试图在121.5兆赫上与入侵机建立对话，也没有在最后阶段发射警告曳光弹 |
| —— | |

苏联海军的搜索只是佯动，而同时心知肚明残骸在另一处的说法也得到了俄罗斯国家近代史档案馆副馆长米哈伊尔·普罗祖缅特希科夫纪念击落事件20周年的文章证明。 他说：「正因为苏联自然而然地更清楚它落在哪儿……也就很难指望发现什么，因此苏联对这个行动并不是特别感兴趣。」

## 事件產生影響

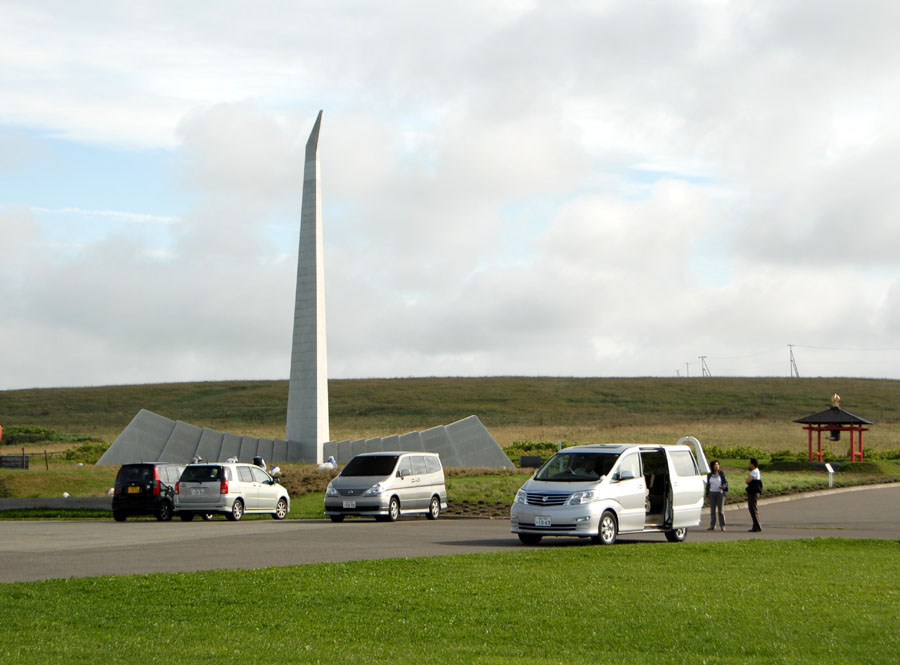
由KAL007班機上日籍受難者家屬設置在北海道宗谷岬的「祈禱之塔」。

- 007班機所飛的R20航道，由於離蘇聯領空僅約144公里，因此該航道在事故后被停用，之後的班機改飛離蘇聯領空較遠（堪察加半島以南約288公里）的R80航道。但对于发生如KAL007的600余公里的偏航仍似乎无济于事。
- 美國政府因此事件，宣佈開放部分的全球定位系統功能給民間使用。
- 當時擊落客機的蘇軍飛行員格纳季·奥西波维奇，至今仍然認為自己擊落的是一架間諜飛機[14]，而不認為自己有所誤判擊落。
- 北大西洋公約組織成員國以及澳洲、紐西蘭、日本等盟友國與蘇聯為首的東歐社會主義陣營國家在該事件發生后處於剑拔弩张之勢。1983年亦是冷戰時期美國與蘇聯關係最為緊張的一年，而007班機被擊落險些成為東西方世界開戰的導火索。
- 多個西方國家紛紛譴責蘇聯空軍對殘骸證據的撒謊行為，蘇聯與多國的外交關係亦因此陷入了一個低谷狀態。
- 事件之後，苏联国防部向基层下达第0045号命令，该命令严禁防空军击落非军用飞机，动用导弹部队必须得到防空军总司令或者国防部长的许可。因此在1987年5月28日發生的紅場事件中，西德業餘飛行員雖然駕駛飛機進入蘇聯領空時就被防空軍發現，但未遭擊落而得以降落到在莫斯科的紅場。
- 大韩航空虽然仍在执飞从肯尼迪机场至韩国首都圈的航班，惟降落地点改为仁川机场，且不再经停安克雷奇，更将007航班号永久停用。

## 阴谋论

### 美軍指示說
- 說法依據：美國與韓國有同盟關係，想要了解蘇聯在遠東地區的戰鬥機部署狀況，因此指示韓航的民航機故意飛入蘇聯領空刺探[15]，此說法仅是一种推论：
  - 機長為空軍退役軍人（韓航許多機師擔任過空軍軍人）。
  - 蘇聯領空邊緣常有美軍的RC-135偵察機飛行，甚至在当晚同一时间段即有一架RC 135伴随KAL 007接近苏联领空，然后在堪察加半岛前折返。KAL 007则继续前行，进入苏联领空，并从彼得罗巴甫洛夫斯克洲际导弹核潜艇基地上空飞过。因為在夜間，蘇聯戰鬥機的駕駛員忽略了民航機的航行燈誤以為是美軍的偵察機（被飞行员自己的回忆“推翻”：“但是这对我无所谓，要知道把民用机改装为军事用途是很容易的”，而RC 135本身即为波音707机体改装而成）。
  - KAL 007为波音747机体，几无匿踪可能。如此毫无掩饰的侵入苏联领空，若非盲目，即有检验彼得罗巴甫洛夫斯克基地防空能力，反应时间，执行程序，以及为当晚和以后的RC 135侦查做掩护的可能。当然这仍仅是一种推论。
- 說法之争议：如果KAL007真的是奉美軍的指示以民航機從事間諜飛行的話，應該會盡量偽裝及隱藏自己的航跡，但是在通過報告點時所報告的氣溫卻比正常航道來得低。且美軍若真的利用搭載數百名無辜旅客的無武裝民航機進行間諜任務的話，根本不可能也很难掩得住相关人士之口，承担的政治风险是巨大的。[原創研究？]而根據俄國歸還的黑盒子中的座艙通話記錄，也未顯示駕駛有任何執行秘密任務的對話，事实上黑匣子中纪录在被导弹击中的前一刻，驾驶舱里的人都在谈论机场的汇率或是说笑话，这也可能是机组成员盡量偽裝及隱藏自己的意图。
- 争议之争议：UTC1808，KAL015表示自己顺风，飞行速度较快，打算爬升到FL370，超过KAL007。并且询问KAL007能不能爬到FL350。
  - 飞机在空中只能测得自己相对于所处大气环境的空速，无法知道自己是否顺风，要另行参照地标才能知道所处大气环境相对地面速度即风速，两者之和即为飞机的真实速度即地速。此地标可由地面雷达测得飞机航向位置后通报，或飞临导航点时采集无线电信标获得，或机载雷达探测到大陆或岛屿再对比地图而知。
  - 机组在飞行中应使用各种方式寻找地标检验自己的实际位置，显然KAL015也在这么做，否则无法知道自己顺风，而KAL007却在近6个小时的飞行中一直都没有这么做。两航班属同一航空公司，使用同型飞机，飞同一航线，机组应遵守同一规程。为何KAL007无视了飞行手册规定的程序，在近6小时中没有寻获一次地标，且机组明知自己正在盲飞的情况下，还谈论汇率说笑话，除了蓄意可有其它解释？[原創研究？]
- 历史先例：
  - 根据公开出版的书籍《谍海孤舟》，1960年代法国的民航班机常在飞越苏联领空时偏离空中民航走廊，飞过美国指示的目标。该书是法国国外情报和反间谍局原第七处处长勒鲁瓦口授、作家兼记者菲利普·贝尔奈尔记叙的一部长篇回忆录。该书1981年11月中旬由中国大陆的世界知识出版社译出公开出版发行。但是该书提到的例子仅是偏航50公里。
  - 2000年后，德国汉莎航空公司举办了一场充满内部争议的，低调的，战后新汉莎重建庆祝。因此时美方已将部分冷战档案于50年时限后解密，数名已入耄耋之年的汉莎首批飞行员披露了应CIA和MI6要求，于1955年汉莎航空执行首次国际航班之际，即从莫斯科接回战后苏联释放德国战俘之机，有意偏离航线，并使用藏于客机前起落架舱的间谍相机，于1000米高度拍摄莫斯科防空圈西部之事。并找到和展示了美方解密公开的，当时由此批飞行员拍摄的照片。
- 特列奇杨科上将1976年到1984年担任前苏联远东军区司令，当时正是他亲自下令击落了韩国客机。他在2007年宣称这是美国人一手导演的惊天骗局，被击落的是一架电子侦察飞机。报道中还说他说“我们有很多次机会可以击落它，但没有那样做，因为如果飞机在堪察加半岛上空爆炸，可能会引爆潜艇或其他设施上的核弹，这将产生极其严重的后果。”中文报道还说叶利钦交给韩国黑匣子后，“但令韩方大失所望的是，黑匣子是空的”与事实不符。
- 该说法的决定性问题在于，阴谋论中特列奇杨科上将宣称的发现的电子侦察设备残骸是否属实。但是苏联官方直到解体都只字不提该说法，也没有其他实物或照片证据。
- 中华人民共和国的某些军事专家经常倾向于美军阴谋的论点。如张召忠在电视节目军情解码中认为是这实际上是美国的秘密任务飞行，理由之一就是“总得有人名呀，坐的是阿猫阿狗啊，都没有”[16]实际上大韩航空公布了全部乘客名单，只是其中部分乘客的座位号因为档案遗失目前仍无法查证。[17]

### 航班遭扣押说
关于此次空难的研究专著《搜救007：大韩航空007号班机及其幸存者》（Rescue 007: The KAL007 and its Survivors）於2000年出版。在书中，作者指出航班KAL007在遭受空对空导弹袭击后，并未立即爆炸，而是继续飞行了大约12分钟，最后成功的迫降在库页岛或者邻近海域。根据1993年对苏联政府交出的飞机的黑匣子数据的分析，认为Su-15战斗机发射的两颗空对空导弹的其中一颗，即采用热制导方式的那一颗并未命中目标。因为黑匣子内记录了导弹命中后机长与机械师的一段对话。对话中机长询问情况，机械师回答引擎运转正常，由此判断热制导导弹没有命中飞机引擎。这使得飞机有机会迫降。同时根据俄羅斯政府在1992年解密的关于此次事件绝密资料中，作者注意到当时指挥官在导弹命中后，询问为什么那架飞机仍然在飞行之类的抱怨话语。
至于那些幸存者之后的事件，作者根据来自一个名叫“苏联监狱、精神病监狱及強制劳改集中营研究中心”（Research Centre for Prisons, Psychprisons and Forced Labor Concentration Camps of the USSR）的组织的资料，作者指出是苏联政府扣押了全部的乘客以及机组人员，并拒绝对外界承认此事。当局扣押乘客以及机组人员至今。

## 各國或各地區死亡人數
| 国籍     | 普通乘客 | 免費乘客 | 機組人員 | 小計 |
| -------- | -------- | -------- | -------- | ---- |
| 大韓民國 | 76       | 6        | 23       | 105  |
| 美国     | 62       |          |          | 62   |
| 日本     | 28       |          |          | 28   |
| 中華民國 | 23       |          |          | 23   |
| 菲律賓   | 16       |          |          | 16   |
| 英屬香港 | 12       |          |          | 12   |
| 加拿大   | 8        |          |          | 8    |
| 泰國     | 5        |          |          | 5    |
|          | 2        |          |          | 2    |
| 英国     | 2        |          |          | 2    |
|          | 1        |          |          | 1    |
| 印度     | 1        |          |          | 1    |
| 伊朗     | 1        |          |          | 1    |
| 马来西亚 | 1        |          |          | 1    |
| 瑞典     | 1        |          |          | 1    |
| 越南     | 1        |          |          | 1    |
| 總計     | 240      | 6        | 23       | 269  |

## 流行文化
- 2003年由香港亞洲電視拍攝的電視劇《萬家燈火》第86集，劇中一角高麗（萬綺雯飾）因乘坐1983年途中被蘇聯擊落的大韓班機飛往南韓而罹難。但劇中班機出發地是日本。

- 此次空難被攝製成《空中浩劫》第九季第五集『Target is Destroyed』（中譯：目標已被摧毀）。

- Apple TV +影集《太空使命》第二季第七集中也出現大韓航空007航班被蘇聯擊落的劇情。

## 腳註
1. ↑  這個編號後來在漢莎航空的一架波音747-8上重新啟用
2. ↑  該班機由美國洛杉磯經安克拉治飛往韓國漢城，曾於1980年發生空難
3. ↑  This omission of the identity of KAL 007 as a Boeing by Osipovich is evident in the communications subsequently released by the Russian Federation with the combat controller, Lt. Col. Titovnin (see Flight timeline and transcripts).
4. ↑  These memos were published in the Soviet news magazine, Izvestia #228, October 16, 1992, shortly after being made public by Yeltsin.
5. ↑  . Airliners.net.   [2010-04-05]. （原始内容存档于2006-06-23）.

## 相關書籍
- 大韓航空機事件の研究(1998)　大韓航空機事件の真相を究明する会 (著), 武本昌三 (著)　三一書房 ISBN 4380882144
- 疑惑の航跡―大韓機撃墜事件(1985)　武本 昌三 (著)　潮出版社 ISBN  4267010293

## 外部連結
- 互联网电影数据库（IMDb）上《Target Is Destroyed》的资料（英文）
- 互联网电影数据库（IMDb）上《Shootdown》的资料（英文）
- 互联网电影数据库（IMDb）上《Tailspin: Behind the Korean Airliner Tragedy》的资料（英文）
- 007号航班纪念网站 （页面存档备份，存于）（英文）
- [大韩新闻 第1452号-大韩航空 旅客机 襲撃 惨事]. KTV 대한늬우스. YouTube. 2016-12-08 [1983-09-03] （韩语）.
- [大韩新闻 第1453号-大韩航空 旅客机 襲撃 惨事 特報]. KTV 대한늬우스. YouTube. 2016-12-08 [1983-09-09]  [2021-05-27]. （原始内容存档于2021-12-30） （韩语）.
- 肇事飛機照片，機身噴有I love New York字樣 （页面存档备份，存于）
- 關於韓航班機遭撃落事件（日語）
- A_Cold_War_Conundrum（页面存档备份，存于）（英文）